# Ouvertüre: Die Göttin der Vernunft
Ouvertüre: Die Göttin der Vernunft är en ouvertyr av Johann Strauss den yngre. Den spelades första gången den 6 april 1897 på Theater an der Wien i Wien.

## Historia
Vid premiären av Strauss sista operett den 13 mars 1897, Die Göttin der Vernunft, saknades inte bara kompositören utan även en ouvertyr. Tidningen Fremden-Blatt skrev den 24 mars: "Johann Strauss har komponerat en ouvertyr tull 'Die Göttin der Vernunft', vilken kommer att framföras vid den 25:e föreställningen". (Till samma tillfälle hade Strauss även kompletterat operetten med en valsaria i akt II, "Schöne wilde Lieutnantszeit", och en marschkuplett i akt III, "Vorwärts greifet zu".) Den 7 april skrev samma tidning: "Till den 25:e föreställningen av 'Die Göttin der Vernunft' hade Johann Strauss försett en musikalisk överraskning, vilken gladde publiken igår. Först av allt en ouvertyr i full format och skepnad. Den hämtar teman från Bibis lilla sång [Nr. 5 i akt I] och 'Nactigall-Duett' [Nr. 8 i akt II] , och är utsmyckad med välljudande toner och rik i behagliga instrumentala effekter".
Efter det första framförandet på Theater an der Wien den 6 april 1897 hördes ouvertyren endast sparsamt utanför teaterns väggar. Då Strauss slutligen hade färdigställt ouvertyren var konsertsäsongen för Wiens alla civila och militära orkestrar slut. Brodern Eduard Strauss dirigerade sin sista konsert för säsongen med Capelle Strauss den 28 mars i Gyllene salen i Musikverein. Efter det gav han två konserter i Graz innan han for med orkestern till London för en tre månader lång konsertturné. Uppenbarligen hade Eduard tänkt sig att framföra ouvertyren under tiden i London, ty den 9 maj 1897 skrev han till sin broder: "På din uppmaning lovade Berté att ha ouvertyren klar men han har inte skickat den!!! Förfärligt!". Inget framförande av ouvertyren kan spåras till tiden i London. Inte förrän den 21 november 1897 dirigerade Eduard ouvertyren i Musikverein.
Ouvertyren börjar med en trumvirvel (syftande på giljotinen) och leder vidare till Roberts sång (Nr. 10) i akt II med texten "Du musst uns folgen treu". Ett kort Più vivo följer, varpå åtta alternerande takter av trioler och rytmiska figurer används för att modulera musiken till en Andante poco con moto-del med musik från grevinnans entréaria (Nr. 5) i akt I med orden "Nur in die Schule sang ich Lieder fromm und lang". Detta upprepas i Allegro-delen men med en annan orkestrering och med slutdelen utökad och modulerad, och leder vidare till en 3/4-taktpassage för soloviolin. Den börjar med en snabb kadens och följs av 20 takter från melodramen (Nr. 8) i akt II. Till Tempo di Valse tog Strauss Bonhommes solovals (Nr. 9) i akt II, "Schöne wilde Jugendzeit", vilken också utgör vals 1A till den separata orkesterstycket Heut' ist heut (op. 471). En sammanlänkande del följer, byggd på mellanaktsmusiken till akt II, vilken också ingår i Bonhommes solovals. Första delen av denna solovals upprepas därpå. Finalen består av ett Allegro från Ernestines aria (Nr. 14) i akt III, "Über Felder, über Hecken", varpå finalen avslutas med en Presto-del bestående av rytmer och trioler.

## Om verket
Speltiden är ca 6 minuter och 39 sekunder plus minus några sekunder beroende på dirigentens musikaliska tolkning.

## Weblänkar
- Ouvertüre: Die Göttin der Vernunft i Naxos-utgåvan.